# Août 1939
Les événements concernant la Seconde Guerre mondiale sont détaillés dans l'article Août 1939 (Seconde Guerre mondiale).

## Événements
- Wang Jingwei, qui revendique la légitimité du Kuomintang, constitue à Nankin un gouvernement chinois aux ordres du Japon (officiellement le 30 mars 1940).

- 10 août : cabinet Dirk Jan de Geer aux Pays-Bas (fin en septembre 1940).
- 12 août : ouverture à Moscou des négociations tripartites (France/Grande-Bretagne/Union soviétique) pour la signature d’une convention militaire.
- 20 août : Grand Prix automobile de Suisse.
- 22 août : Chamberlain envoie à Hitler un ultime message pour éviter la guerre. En rappelant les engagements de son pays à l’égard de la Pologne, le Premier ministre britannique demande l’instauration d’une trêve afin de régler les conflits par la négociation. Le même jour, Hitler fixe le début des opérations militaires contre la Pologne au 26.
- 23 août : 
  - Pacte germano-soviétique. L’URSS signe avec l’Allemagne un pacte de non-agression auquel est ajouté un protocole secret portant sur un partage de la Pologne entre l'Allemagne nazie et l'URSS et sur l'annexion des pays baltes et de la Bessarabie par l'URSS.
  - Les communistes français approuvent le Pacte germano-soviétique et se retrouvent isolés.
  - Au Royaume-Uni, le Parlement concède des pouvoirs spéciaux au gouvernement.
  - France : Le Comité permanent de la défense nationale est réuni : l’armée se tient prête à intervenir en cas d’agression contre la Pologne avec des réserves en ce qui concerne l’aviation.
  - Abolition de la Constitution de la ville libre de Dantzig. Le gauleiter se proclame chef de l’État.
  - À Bonneville Salt Flats, John Cobb établit un nouveau record de vitesse terrestre : 595,04 km/h.
- 24 août :
  - Accord serbo-croate.
  - La mobilisation partielle est décrétée en France.
  - Emergency Powers Act au Royaume-Uni : loi donnant au nouveau ministère de la sécurité intérieure tous les pouvoirs sur les citoyens anglais et leurs propriétés (internement sans jugement des suspects, censure des médias, interdiction des grèves, carte d’identité, couvre-feu, rétablissement de la procédures des Order in Council). Le Parlement de 1935 est prorogé jusqu’à la fin du conflit.
- 25 août : 
  - Signature à Londres d’un accords d’assistance pour cinq ans entre la Pologne et la Grande-Bretagne.
  - Saisie des journaux communistes français et notamment L'Humanité.
- 26 août : 
  - Mobilisation générale en Belgique.
  - Le gouvernement français avertit  Hitler que la France tiendra ses engagements envers la Pologne.
  - Création d’une banovine autonome en Croatie.
  - L’Allemagne communique par radio ses exigences : retour de Dantzig à l’Allemagne et organisation d’un plébiscite dans le corridor pour décider du rattachement du territoire au Reich ou à la Pologne.
  - Début du grand raid japonais dit « Raid de l'amitié » qui s'achève le 17 octobre après un parcours de 53 000 km en 195 heures de vol.
- 27 août : premier vol d'un avion à réaction : c'est un appareil allemand, le Heinkel He 178 équipé d'un turboréacteur.
- 30 août : 
  - Mobilisation générale en Pologne.
  - Plus de 16 000 enfants sont évacués de Paris vers la Province.
  - Inauguration de la liaison régulière entre les États-Unis et la Nouvelle-Zélande par la compagnie Pan American.
- 30 - 31 août : ultimatum allemand à la Pologne : l'Allemagne exige la restitution du couloir de Dantzig.
- 31 août : opération Himmler.

## Naissances
- 8 aout : Chakib Khelil, homme politique algérien.
- 11 août : James Mancham, président des Seychelles († 8 janvier 2017).
- 12 août : Roy Romanow, premier ministre de la Saskatchewan.
- 16 août : 
  - Sean Baptist Brady,cardinal irlandais, archevêque d'Armagh.
  - Valeri Rioumine, cosmonaute russe († 6 juin 2022).
  - Billy Joe Shaver, chanteur américain († 28 octobre 2020).
- 16 août : Vasco Joaquim Rocha Vieira, militaire portugais, dernier gouverneur de Macao († 22 janvier 2025).
- 17 août : Luther Allison, guitariste et chanteur américain de blues († 12 août 1997).
- 21 août : Patrice Laffont, animateur de télévision, comédien et écrivain français († 7 août 2024).
- 24 août : Dora Emilia Mora de Retana, botaniste costaricienne († 12 juillet 2001).
- 28 août : Branko Kostić, homme politique monténégrin († 20 août 2020).
- 30 août : François Maupu, évêque catholique français, évêque de Verdun.

## Décès
- 5 août : Charles du Bos, écrivain et critique littéraire (° 27 octobre 1882).
- 26 août : Louis Heusghem, coureur cycliste belge (° 26 décembre 1882).
- 27 août : Hiromichi Shinohara, as de l'aviation du Service aérien de l'Armée impériale japonaise (° 1er août 1913).